# Nede under overfladen
|  | Denne artikel er oprettet af botten Steenthbot ud fra en ekstern database. Den kan derfor have sproglige fejl eller mangler. Denne skabelon kan fjernes efter kontrol af indholdet. |

Nede under overfladen er en dansk kortfilm fra 2015 instrueret af Lisa Svelmøe efter eget manuskript.

## Handling
Jenny har svært ved at se i øjnene at hendes far er død og er ude af stand til at tage afsked. I fortvivlelse flygter hun ind i en fortælling om et fortabt cirkus for at lede efter ham. Virkelighed og fantasi smelter sammen, og begivenhederne i den sære verden sætter hendes søgen i et nyt perspektiv.

## Medvirkende
- Sille Malou Nielsen
- Laura Bach
- Jonas Kriegbaum